# Initialisation
En informatique, l'initialisation est une opération préliminaire à la mise en fonction d'un ordinateur ou d'un programme.
L'initialisation d'un ordinateur est souvent appelée l'amorce de l'ordinateur.
En mathématiques, l'initialisation constitue la première partie d'une démonstration par récurrence. Elle consiste à vérifier que la propriété à démontrer est vraie au rang initial (la majorité des démonstrations par récurrences sont initialisées au rang 0, mais la propriété peut aussi n'être vraie qu'à partir d'un rang quelconque, comme l'inégalité de Bernoulli initialisée au rang 2 par exemple).